# Коррея, Артур
Арту́р Мануэ́л Соа́реш Корре́я (порт. Artur Manuel Soares Correia; 18 апреля 1950, Лиссабон — 25 июля 2016, Лиссабон) — португальский футболист, игравший на позиции правого защитника.

## Биография

### Клубная карьера
Коррея был воспитанником академии лиссабонской «Бенфики». В 1968 году стал игроком клуба «Академика», в составе которого играл три сезона, сыграв за эту команду 47 матчей и забил 2 гола. В 1971 году Коррея присоединился к «Бенфике», за которую дебютировал 12 сентября 1971 года в матче против «Порту»; матч закончился победой «орлов» со счётом 3:1. В составе «Бенфики» Коррея стал одним из ключевых игроков, выиграл 5 чемпионских титулов и Кубок Португалии 1972 года.
Летом 1977 года он не смог продлить контракт с «Бенфикой» из-за разногласий по зарплате и перешёл в лиссабонский «Спортинг». В составе «львов» Коррея отыграл три сезона и выиграл Кубок Португалии 1978 года и чемпионский титул в 1980 году, после того как он вернулся из США, где в течение шести месяцев играл за «Нью-Инглэнд Ти Мен». По окончании сезона он вернулся в США, где сыграл за «Нью-Инглэнд Ти Мен» 30 матчей и завершил карьеру игрока из-за перенесённого в возрасте 30 лет инсульта.

### Карьера в сборной
В составе сборной Португалии сыграл 34 матча, в которых забил 1 гол.

### Состояние здоровья и смерть
В июне 2015 года Коррея перенёс ампутацию левой ноги из-за проблем с кровеносной системой. 20 июля 2016 года у него произошёл инсульт, в результате которого он впал в кому. Коррея скончался 25 июля 2016 года в возрасте 66 лет, находясь в критическом состоянии.

## Достижения
«Бенфика (Лиссабон)»
- Чемпион Португалии (5): 1971/72, 1972/73, 1974/75, 1975/76, 1976/77
- Обладатель Кубка Португалии (1): 1971/72

«Спортинг» (Лиссабон)
- Чемпион Португалии (1): 1979/80
- Обладатель Кубка Португалии (1): 1977/78